# Bagnoli Irpino
Bagnoli Irpino (Vagnulo in dialetto irpino) è un comune italiano di 2 982 abitanti della provincia di Avellino in Campania.
Bagnoli è nota per il lago di Laceno, compreso nel suo territorio, nonché per la produzione del tartufo nero, del pecorino bagnolese e della castagna di Montella.

## Geografia fisica
Bagnoli Irpino sorge a ridosso dei monti Picentini, nell'alta valle del Calore.
Le vette più alte rientranti nel territorio comunale sono il monte Cervialto (1809 m), il Rajamagra ed il monte Cervarolo. L'altopiano di Laceno è sito tra questi ultimi due; sull'altopiano sono presenti l'omonimo lago, di origine carsica, le Grotte del Caliendo e piccole sorgenti che alimentano l'acquedotto comunale.
Per quanto riguarda invece il bacino idrografico del Cervialto, l'unica delle sue tre sorgenti a essere sfruttata è quella della Sanità, captata dalle sorgenti di Caposele (a loro volta collegate all'Acquedotto pugliese).

## Storia
Il comune fa parte della regione storica del Sannio Irpino, da quando (intorno all'anno 1000 a.C.) i Sanniti Hirpini giunsero alle sorgenti del Calore irpino sotto la guida dell'hirpus ("lupo" in lingua osca). Con la conquista del Sannio da parte dei romani e il suo smembramento, il paese rinacque sotto il dominio dei Longobardi e del loro castello, intorno all'anno 870. L'arrivo dei Normanni, intorno all'anno 1000, servì a ricomporre il paese, unendo tutti i suoi casali. Nel 1450 la venuta dei Cavaniglia, che comperarono la contea di Montella, diede nuovo impulso al paese non solo nell'artigianato (famosa la seta di Bagnoli), ma anche nelle arti. Nel quadriennio 1743-46 il suo territorio fu soggetto alla giurisdizione del regio consolato di commercio di Ariano, nell'ambito della provincia di Principato Ultra.
Nell'archivio della biblioteca statale di Montevergine esiste una sezione dedicata alle "Famiglie locali", in cui sono conservati documenti appartenuti a famiglie "notevoli per la storia dell'Irpinia", tra cui figurano le seguenti di Bagnoli Irpino: Cione, De Rogatis, Dell'Osso, Pallante.

### Simboli
Al centro dello stemma comunale è raffigurato un cigno che si bagna in una fontana. Il gonfalone è un drappo di azzurro.

## Monumenti e luoghi d'interesse

### Architetture religiose

#### Collegiata di Santa Maria Assunta

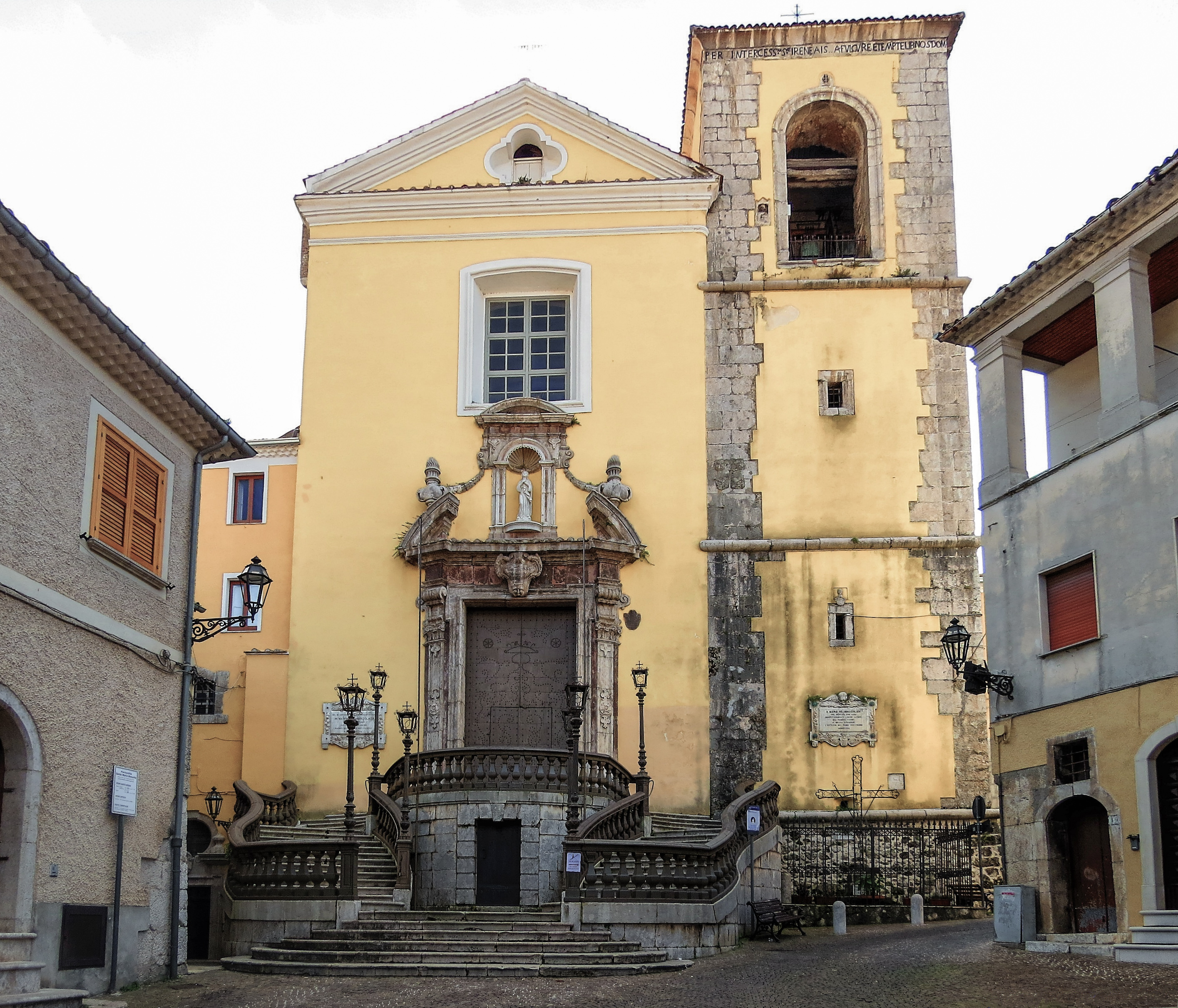
Facciata della collegiata

È la chiesa madre del paese e si trova nel centro storico. Databile intorno al 900, con l'arrivo dei Longobardi, è a croce latina con tre navate. Un incendio divampato nel 1651 distrusse il vecchio impianto. La successiva ricostruzione, vede la lunghezza diventare larghezza, il resto come oggi si presenta. All'interno vi sono opere d'arte (quasi tutte fattura di artisti bagnolesi), tra quelle di rilievo possiamo elencare:
- Il coro ligneo, raffigurante scene dell'Antico e Nuovo Testamento, è stato dichiarato nel 1912 monumento nazionale. Questo complesso scultoreo, rilevante esecuzione del intaglio artistico in legno, fu eseguita tra il 1651 ed il 1657, con fondi provenienti da pubbliche offerte, da gli intagliatori: Scipione Infante, Gian Domenico Vecchia, Giovan Angelo Vecchia, questi anteriori di Bagnoli, un tale Francesco di Napoli, guidati dal intagliatore-scultore Iacopo Bonavita detto "Il Capoccia". Il coro e diviso in 19 stalli, rappresentandovi i principali fatti del Vecchio Testamento con altorilievi rilevati nel masso delle colonnine, e quelli del Nuovo Testamento con bassorilievi posti negli specchi degli stalli; il tutto eseguito completamente in legno di noce; nel bassorilievo del XIX stallo è impressa a fuoco, la data del 1653 con il monogramma di Iacopo Bonavita di Lauro.[13][14][15][16][17][18][19]
- Il battistero, sostenuto da un particolare gruppo di figure, tutto in legno noce, opera d’intaglio degli artisti: Scipione Infante di Bagnoli, e Iacopo Bonavita di Lauro.[13][14][15][16][17][18][19]
- Nella sagrestia, dove esiste l’archivio ed il tesoro, possono ammirarsi diversi busti di santi, fra i quali van distinti il San Carlo Borromeo, e il San Francesco d’ Assisi, opere di Domenico Venuta, scultore bagnolese del secolo XVIII. Nel Cappellone ammirasi l'opera giacente il Cristo morto, scultura in legno, anche questa opera del Venuta nato nel 1687.[13][14][15][16][17][18][19]

#### Complesso monumentale di San Domenico

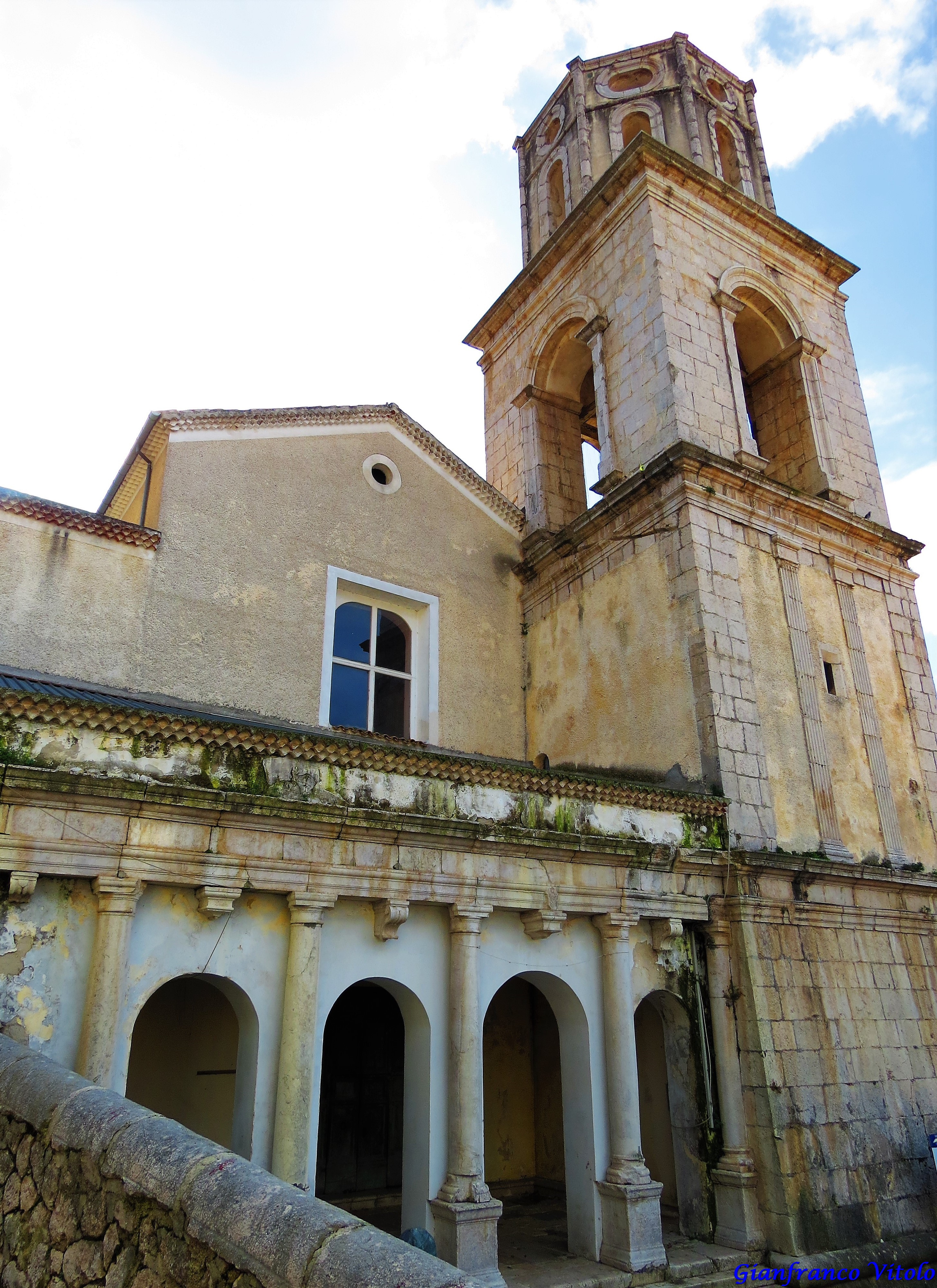
Chiesa di San Domenico

La chiesa è databile intorno al 1458, mentre il complesso del convento con studentato è del Seicento,  voluto da padre Ambrogio Salvio, confessore dell'imperatore Carlo V. Lo studentato fu molto importante per il comune per il suo sviluppo e cultura. Presenta un campanile alto 30 metri e all'interno vi sono opere di Marco dal Pino da Siena, tra cui Madonna col Bambino e Madonna del Rosario.

#### Convento dell'Ordine di Santa Caterina
Il convento fu eretto nel 1600, dalle monache dell'Ordine di Santa Caterina. Nel corso degli anni ha ospitato un educandato, un orfanotrofio, ed infine, dopo il restauro avvenuto in seguito al terremoto del 1980, ospita la sede del municipio.

#### Chiesa di Santa Margherita

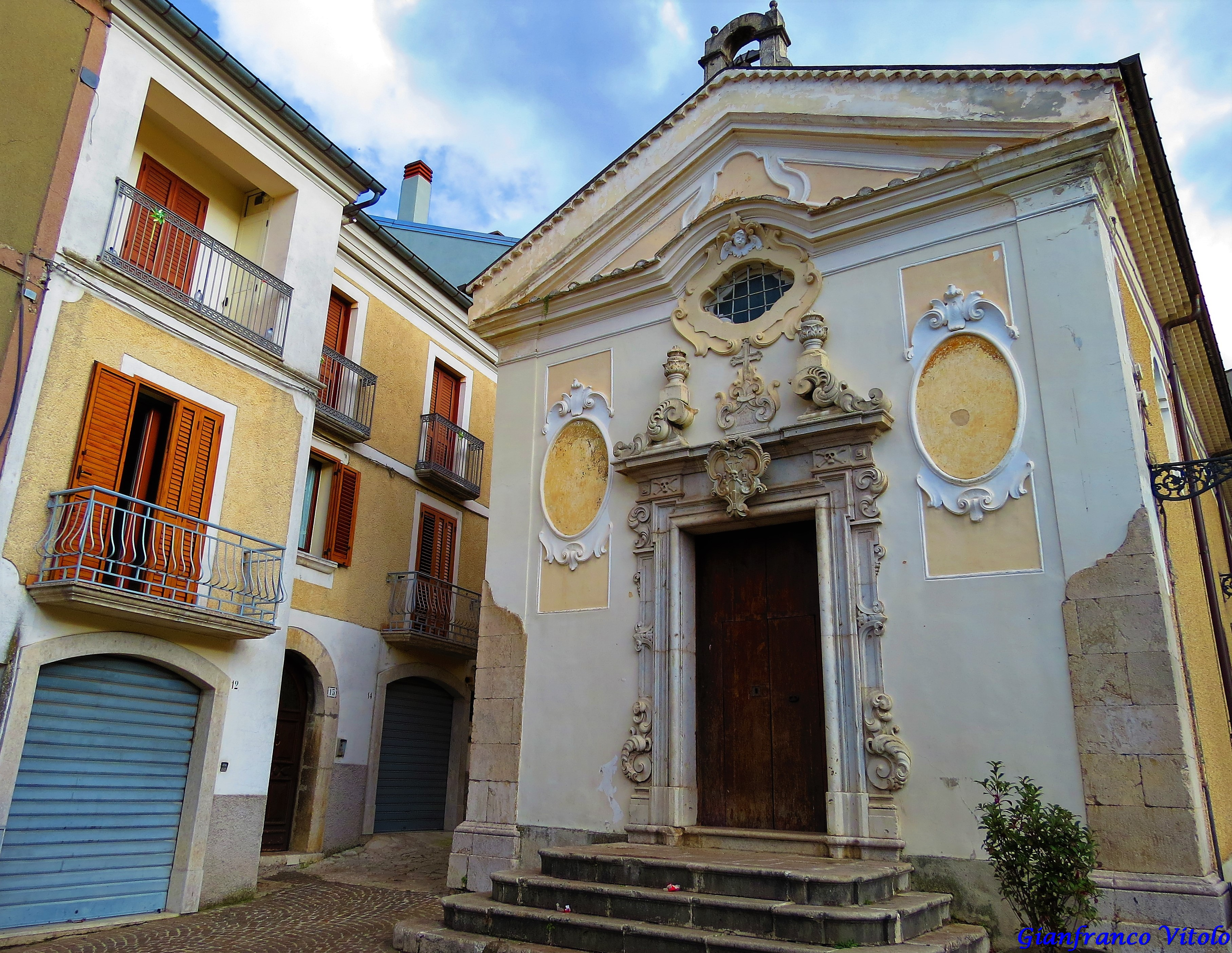
Chiesa di Santa Margherita

La chiesa si trova nella piazza principale. Edificata verso la fine del secolo XVI, prese il nome della pia contessa Margherita Orsini, madre del conte Troiano Cavaniglia. Venne poi ingrandita nel secolo successivo e completata alla fine del secolo XVIII. In principio fu sede dei Parlamenti pubblici, divenne in seguito la sede della congrega dei morti e di recente ha svolto la funzione di cappella funebre dove venivano celebrati i funerali. Negli ultimi anni ha subito dei restauri ed è stata riaperta, ospita esposizioni culturali e mostre.

### Architetture militari

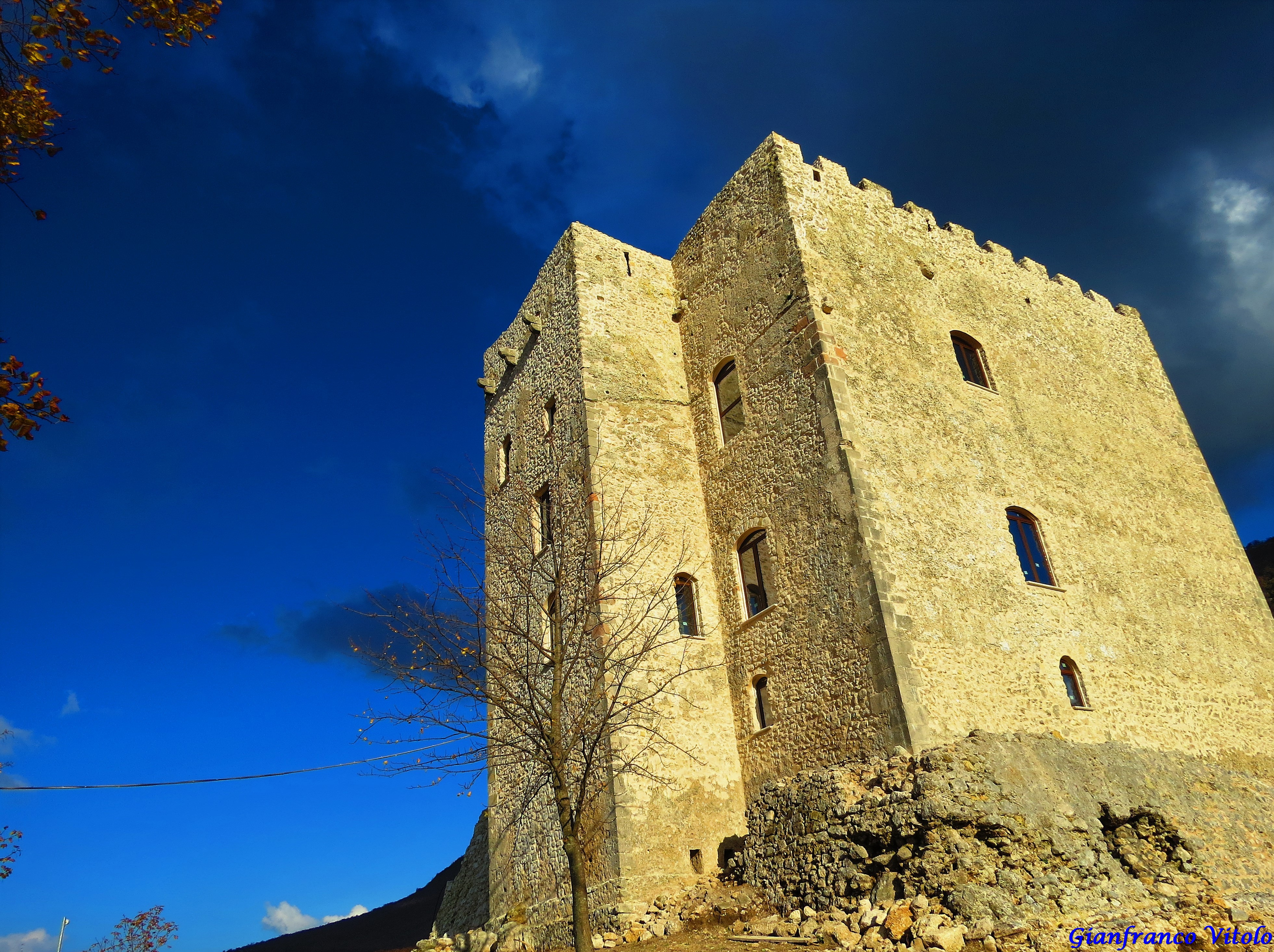
Castello Cavaniglia

Nel paese sono presenti due castelli. Il primo è di origine longobarda, eretto intorno all'870, quando il principato di Benevento fu diviso dando origine a quello di Salerno; il secondo è di origine normanna, datato tra il 1050 e il 1100. Ne restano mura ben visibili e ben conservate (anche oggetto di restauro).

### Architetture civili
Il centro storico del paese è di impianto ottocentesco, con strade strette e scoscese. Il nucleo originale e più antico, è il Rione della Giudecca o Giudea di matrice ebraica, databile intorno al 1300/1400. Il centro offre parecchi scorci urbani di particolare rilievo, ospita molti palazzi gentilizi, soprattutto intorno alla piazza principale, dove abitavano gli antichi nobili.

#### Palazzo della Tenta

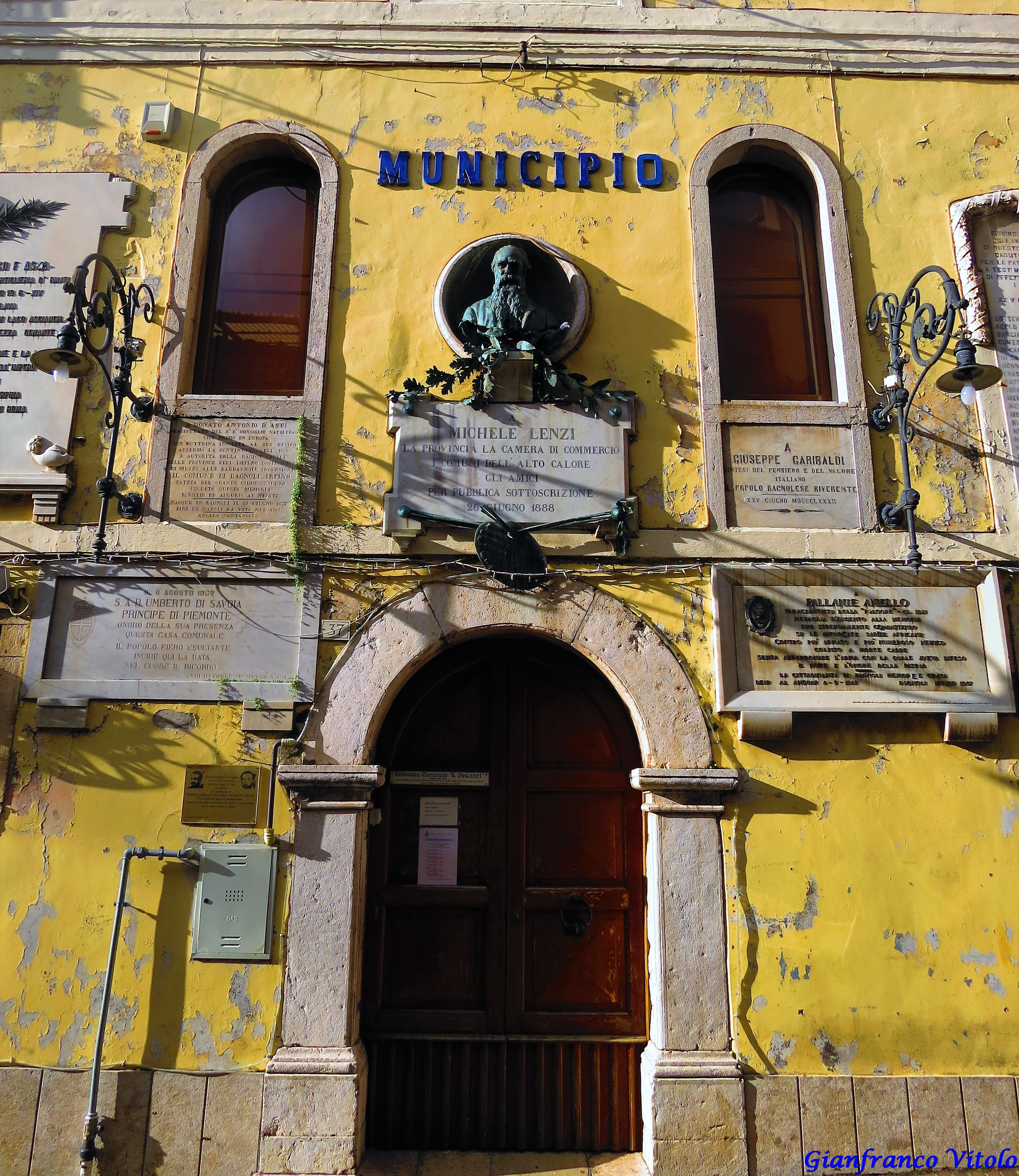
Palazzo Tenta

Il palazzo Tenta è un palazzo storico, del Cinquecento, che in passato ha ospitato la sede del municipio. Il palazzo fu eretto per ospitare alcune fabbriche tessili del tempo, dato il fiorente allevamento del baco. Il nome, infatti, deriva dalla "tenta", ovvero la tingitura. È sede di alcune associazioni culturali, della pinacoteca comunale in cui sono custodite molte opere dei pittori Michele Lenzi e Achille Martelli.

#### Torre dell'orologio e fontana del Gavitone
La fontana del Gavitone è una fontana del 1400 circa, costruita al centro della città. Con il passare degli anni, sopra la fontana fu edificata una torre con orologio, presumibilmente intorno al 1600, modificata poi nell'Ottocento. A metà del Novecento, la torre fu arricchita con quattro quadranti ed influenzata per stile dal razionalismo italiano. Recentemente, in questi anni, la torre ha subito un ulteriore restauro ed ammodernamento, con una copertura di cristallo ex novo e il rifacimento delle vecchie paraste e ornamenti dell'Ottocento.

### Altro

#### Altopiano Laceno
L'altopiano Laceno è una zona compresa nel parco dei monti Picentini, un'area naturalistica, in cui è possibile praticare diversi sport sia invernali sia estivi. Esso ospita un lago di origine carsica, un comprensorio sciistico (inattivo dal 2017), vari sentieri per il trekking e diverse attività all'aria aperta, nonché parecchi alberghi e punti di ristoro.

## Società

### Evoluzione demografica
Abitanti censiti

### Lingue e dialetti
Accanto alla lingua italiana, a Bagnoli è in uso una varietà del dialetto irpino.

## Economia

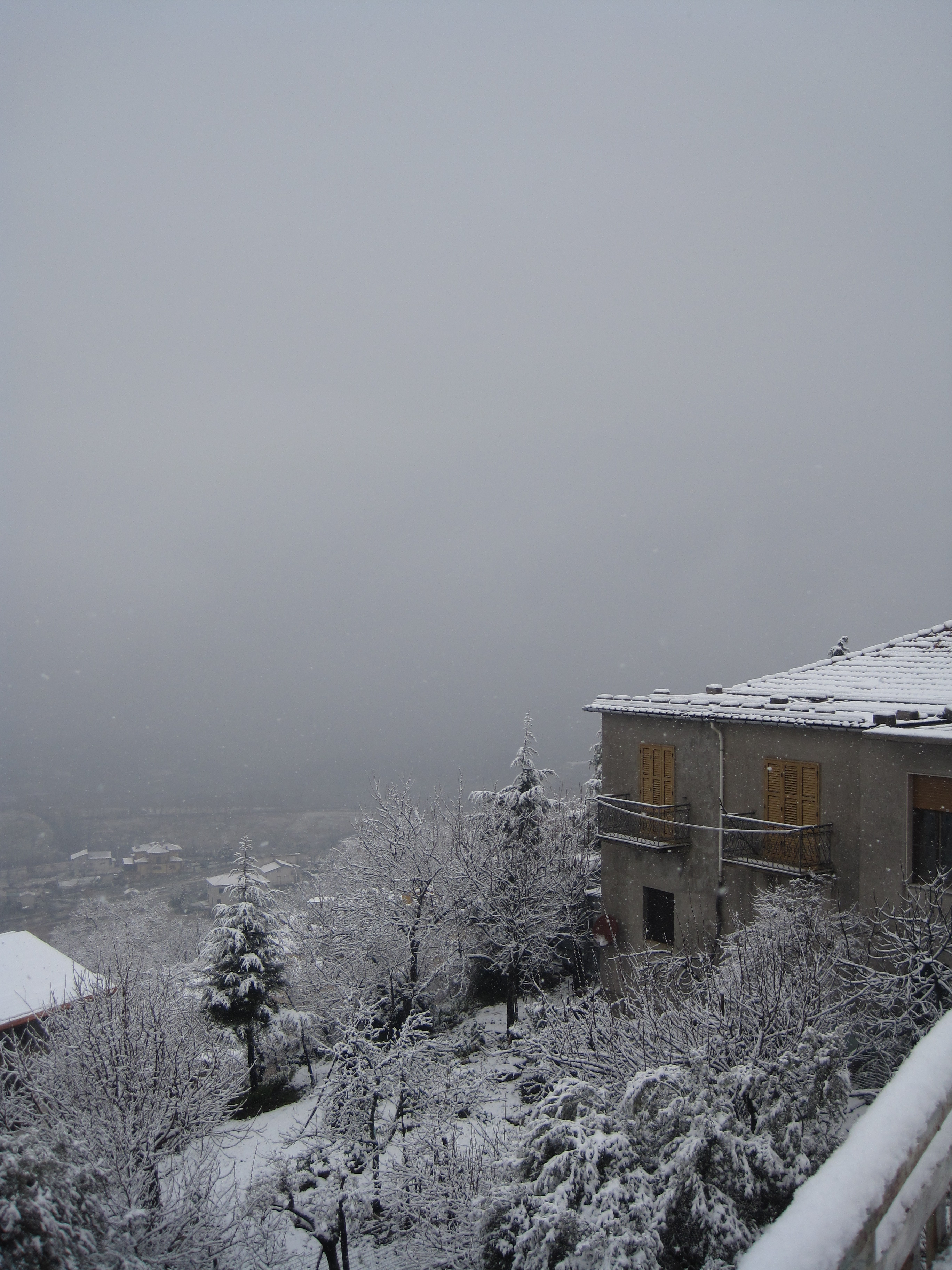
Panorama da Via Serra

### Turismo
Nel centro storico si nota la crescita di strutture ricettive, soprattutto del tipo bed & breakfast. Le strutture ricettive si sviluppano soprattutto nella frazione di Laceno, dove è presente un lago e vi si trova il comprensorio sciistico che spazia da quota 1100 m a quota 1700 m. Le piste, chiuse a tempo indeterminato dal 2017, sono 10 per un totale di 25 km, di cui quattro nere, quattro rosse, una azzurra e una verde. È presente anche un campo scuola a 1 400 metri e un anello per lo sci di fondo a quota 1 700 metri. In fase di sviluppo è anche il turismo naturalistico.

## Infrastrutture e trasporti

### Strade
Le strade che attraversano il territorio comunale sono:
- strada statale 368 del Lago Laceno
- strada provinciale 33: dalla strada statale SS 368 presso Bagnoli a 2 km oltre lo scalo di Nusco verso il fiume Ofanto (9,919 km).
- strada provinciale 114: dalla strada statale SS 368 allo scalo ferroviario di Bagnoli Irpino (0,150 km).
- strada provinciale 143: da Bagnoli Irpino all'ex strada statale 164 delle Croci di Acerno (5,920 km).

### Ferrovie
Il comune è servito dalla stazione di Bagnoli Irpino, sulla ferrovia Avellino-Rocchetta Sant'Antonio, attiva per soli treni storici e/o turistici.

### Mobilità urbana
Il comune è collegato ai centri limitrofi da autolinee di AIR Campania.

## Amministrazione

### Sindaci
| Periodo          | Periodo          | Primo cittadino          | Partito                           | Carica                  | Note |
| ---------------- | ---------------- | ------------------------ | --------------------------------- | ----------------------- | ---- |
| 27 giugno 1944   | 26 ottobre 1945  | Nicola Frasca            | Partito d'Azione                  | Sindaco                 |      |
| 26 ottobre 1945  | 6 maggio 1946    | Ermenegildo Parenti      | Democrazia Cristiana              | Sindaco                 |      |
| 6 maggio 1946    | 4 novembre 1946  | Belisario Bucci          | Comitato di Liberazione Nazionale | Sindaco                 |      |
| 14 novembre 1946 | 17 luglio 1947   | Rodolfo Cione            | Lista civica                      | Sindaco                 |      |
| 17 luglio 1947   | 20 dicembre 1947 | Tobia Scolavino          | Lista civica                      | Sindaco                 |      |
| 20 dicembre 1947 | 14 novembre 1950 | Michele Trillo           | Lista civica                      | Sindaco                 |      |
| novembre 1950    | dicembre 1951    | Severino Freda           |                                   | Commissario prefettizio |      |
| dicembre 1951    | giugno 1952      | Alfonso Meloro           |                                   | Commissario prefettizio |      |
| 26 luglio 1952   | 15 giugno 1956   | Tommaso Aulisa           | Partito Socialista Italiano       | Sindaco                 |      |
| 16 giugno 1956   | 27 novembre 1960 | Tommaso Aulisa           | Partito Socialista Italiano       | Sindaco                 |      |
| 28 novembre 1960 | 22 dicembre 1964 | Tommaso Aulisa           | Partito Socialista Italiano       | Sindaco                 |      |
| 23 dicembre 1964 | 23 aprile 1970   | Ermenegildo Parenti      | Democrazia Cristiana              | Sindaco                 |      |
| 23 aprile 1970   | 8 luglio 1970    |                          |                                   | Commissario prefettizio |      |
| 9 luglio 1970    | 15 gennaio 1975  | Tommaso Aulisa           | Partito Socialista Italiano       | Sindaco                 |      |
| 16 gennaio 1975  | 16 luglio 1975   | Giuseppe Di Capua        | Lista civica                      | Sindaco                 |      |
| 17 luglio 1975   | 19 ottobre 1977  | Aniello Corso            | Lista civica                      | Sindaco                 |      |
| 20 ottobre 1977  | 22 marzo 1978    | Antonio Patrone          | Lista civica                      | Sindaco                 |      |
| 23 marzo 1978    | 3 luglio 1978    |                          |                                   | Commissario prefettizio |      |
| 4 luglio 1978    | 5 agosto 1983    | Alfonso Meloro           | Lista civica                      | Sindaco                 |      |
| 6 agosto 1983    | 6 luglio 1988    | Federico Lenzi           | Lista civica                      | Sindaco                 |      |
| 7 luglio 1988    | 16 giugno 1993   | Tobia Chieffo            | Lista civica                      | Sindaco                 |      |
| 17 giugno 1993   | 12 maggio 1997   | Lucia Scotto Di Clemente | Lista civica                      | Sindaco                 |      |
| 13 maggio 1997   | 22 maggio 2001   | Attilio Meloro           | centrosinistra                    | Sindaco                 |      |
| 23 maggio 2001   | 29 maggio 2006   | Antonio Di Mauro         | centrosinistra                    | Sindaco                 |      |
| 30 maggio 2006   | 15 febbraio 2008 | Antonio Nicastro         | centrodestra                      | Sindaco                 |      |
| 16 febbraio 2008 | 14 aprile 2008   |                          |                                   | Commissario prefettizio |      |
| 15 aprile 2008   | 27 maggio 2013   | Aniello Chieffo          | Lista civica                      | Sindaco                 |      |
| 27 maggio 2013   | 10 giugno 2018   | Filippo Nigro            | Lista civica                      | Sindaco                 |      |
| 10 giugno 2018   | 7 giugno 2021    | Teresa Anna Di Capua     | Lista civica Progetto per Bagnoli | Sindaco                 |      |
| 7 giugno 2021    | 4 ottobre 2021   | Ines Giannini            |                                   | Commissario prefettizio |      |
| 4 ottobre 2021   | in carica        | Filippo Nigro            | Lista civica Una nuova alba       | Sindaco                 |      |

### Altre informazioni amministrative
Il comune fa parte della comunità montana Terminio Cervialto.
Le competenze in materia di difesa del suolo sono delegate dalla Campania all'autorità di bacino regionale Destra Sele.

## Sport
Lago Laceno è stata sede d'arrivo di due tappe del Giro d'Italia. La 8ª tappa della 59ª edizione, tenutasi il 28 maggio 1976 con la vittoria del belga Roger De Vlaeminck e la 6ª tappa della 81ª edizione, del 22 maggio 1998, conclusasi con la vittoria dello svizzero Alex Zülle.
La stessa località è stata inserita nel Giro d'Italia 2012, con partenza da Sulmona ed arrivo a Laceno.
Negli anni si sono susseguite gare di Sci alpino, manifestazioni sportive invernali (come Il Rossignol Demo Tour del 2010), manifestazioni automobilistiche dell'Automobile Club d'Italia (ACI).